# Aigüptosz fiai
Aigüptosz görög hérosznak 50 fia született. A mítosz szerint a danaidákat vették feleségül, akik az unokatestvéreik voltak, mivel apjuk Danaosz, Aigüptosz testvére. 49 fiú a nászéjszakáján halt meg, amikor a feleségeik meggyilkolták őket, kivéve Lünkeuszt.

A mítoszok a nevek és családi kapcsolatok tekintetében több különböző verziót tartalmaznak. Apollodórosz (történetíró) listája nemcsak a legismertebb, de ő megpróbálta a tágabb viszonyokat is tisztázni, így az egyes gyermekek anyjának nevét is közölte.
| Apollodórosz listája Aigüptosz fiairól | Apollodórosz listája Aigüptosz fiairól | Apollodórosz listája Aigüptosz fiairól | Apollodórosz listája Aigüptosz fiairól | Apollodórosz listája Aigüptosz fiairól | Apollodórosz listája Aigüptosz fiairól | Apollodórosz listája Aigüptosz fiairól | Apollodórosz listája Aigüptosz fiairól | Apollodórosz listája Aigüptosz fiairól | Apollodórosz listája Aigüptosz fiairól |
| Aigüptosz fia                          | Aigüptosz fia                          | anya                                   | danaida feleség                        | a danaida anyja                        | Aigüptosz fia                          | Aigüptosz fia                          | anya                                   | danaida feleség                        | a danaida anyja                        |
| -------------------------------------- | -------------------------------------- | -------------------------------------- | -------------------------------------- | -------------------------------------- | -------------------------------------- | -------------------------------------- | -------------------------------------- | -------------------------------------- | -------------------------------------- |
| 1                                      | Lünkeusz                               | Argüphia                               | Hüpermnésztra                          | Elephantisz                            | 26                                     | Khrüszipposz                           | Türia                                  | Khrüszippé                             | Memphisz                               |
| 2                                      | Próteusz                               | Argüphia                               | Gorgophóné                             | Elephantisz                            | 27                                     | Eurülokhusz                            | Kalliadné                              | Autonoé                                | Polükszó                               |
| 3                                      | Buszirisz                              | Argüphia                               | Automaté                               | Európé                                 | 28                                     | Phantész                               | Kalliadné                              | Theanó                                 | Polükszó                               |
| 4                                      | Enkeladosz                             | Argüphia                               | Amümóné                                | Európé                                 | 29                                     | Periszthenész                          | Kalliadné                              | Élektra                                | Polükszó                               |
| 5                                      | Lükosz                                 | Argüphia                               | Agaué                                  | Európé                                 | 30                                     | Hermosz                                | Kalliadné                              | Kleopatra                              | Polükszó                               |
| 6                                      | Daiphrón                               | Argüphia                               | Szkaién                                | Európé                                 | 31                                     | Drüasz                                 | Kalliadné                              | Eurüdiké                               | Polükszó                               |
| 7                                      | Isztrosz                               | „arab nő”                              | Hippodameia                            | Atlanteia                              | 32                                     | Potamón                                | Kalliadné                              | Glaukippé                              | Polükszó                               |
| 8                                      | Khalkódón                              | „arab nő”                              | Rhodaia                                | Atlanteia                              | 33                                     | Kisszeosz                              | Kalliadné                              | Antheleia                              | Polükszó                               |
| 9                                      | Agénór                                 | „arab nő”                              | Kleopatra                              | Atlanteia                              | 34                                     | Likszosz                               | Kalliadné                              | Kleodóré                               | Polükszó                               |
| 10                                     | Khaietosz                              | „arab nő”                              | Aszteria                               | Atlanteia                              | 35                                     | Imbrosz                                | Kalliadné                              | Euippé                                 | Polükszó                               |
| 11                                     | Diokorüsztész                          | „arab nő”                              | Hippodameia                            | Atlanteia                              | 36                                     | Bromiusz                               | Kalliadné                              | Erató                                  | Polükszó                               |
| 12                                     | Alkész                                 | „arab nő”                              | Glauké                                 | Atlanteia                              | 37                                     | Polüktór                               | Kalliadné                              | Stügné                                 | Polükszó                               |
| 13                                     | Alkménór                               | „arab nő”                              | Hippomedusza                           | Atlanteia                              | 38                                     | Khthoniusz                             | Kalliadné                              | Brüké                                  | Polükszó                               |
| 14                                     | Hippothoósz                            | „arab nő”                              | Gorgé                                  | Atlanteia                              | 39                                     | Periphasz                              | Gorgo                                  | Aktaia                                 | Pieria                                 |
| 15                                     | Eukhenór                               | „arab nő”                              | Iphimedusza                            | Atlanteia                              | 40                                     | Oineusz                                | Gorgo                                  | Podarké                                | Pieria                                 |
| 16                                     | Hippolütosz                            | „arab nő”                              | Rhodé                                  | Atlanteia                              | 41                                     | Aigüptosz                              | Gorgo                                  | Diokszippé                             | Pieria                                 |
| 17                                     | Agaptolemosz                           | „föníciai nő”                          | Piréné                                 | „etióp nő”                             | 42                                     | Menalkész                              | Gorgo                                  | Adité                                  | Pieria                                 |
| 18                                     | Kerketész                              | „föníciai nő”                          | Dórion                                 | „etióp nő”                             | 43                                     | Lamposz                                | Gorgo                                  | Oküpeté                                | Pieria                                 |
| 19                                     | Eurüdamasz                             | „föníciai nő”                          | Phartisz                               | „etióp nő”                             | 44                                     | Idmon                                  | Gorgo                                  | Pülargé                                | Pieria                                 |
| 20                                     | Aiegiosz                               | „föníciai nő”                          | Mnésztra                               | „etióp nő”                             | 45                                     | Idasz                                  | Héphaistiné                            | Hippodiké                              | Herszé                                 |
| 21                                     | Argiosz                                | „föníciai nő”                          | Euippé                                 | „etióp nő”                             | 46                                     | Daiphron                               | Héphaistiné                            | Adianté                                | Herszé                                 |
| 22                                     | Arkhelaosz                             | „föníciai nő”                          | Anakszibia                             | „etióp nő”                             | 47                                     | Pandión                                | Héphaistiné                            | Kallidiké                              | Krino                                  |
| 23                                     | Menemakhosz                            | „föníciai nő”                          | Neló                                   | „etióp nő”                             | 48                                     | Arbélosz                               | Héphaistiné                            | Oiemé                                  | Krino                                  |
| 24                                     | Klitosz                                | Türia                                  | Kleité                                 | Memphisz                               | 49                                     | Hüperbiosz                             | Héphaistiné                            | Kelainó                                | Krino                                  |
| 25                                     | Szthenelosz                            | Türia                                  | Szthenelé                              | Memphisz                               | 50                                     | Hippokorüsztész                        | Héphaistiné                            | Hüperippé                              | Krino                                  |

Apollodórosz listájától lényegesen eltér a két évszázaddal későbbi Hyginus római költő listája. A listában néhány név bizonytalan olvasatú, illetve teljesen olvashatatlan. Az alábbi táblázatban Hyginus eredeti, latinos alakjai szerepelnek.
| Hyginus listája Aigüptosz fiairól | Hyginus listája Aigüptosz fiairól | Hyginus listája Aigüptosz fiairól | Hyginus listája Aigüptosz fiairól | Hyginus listája Aigüptosz fiairól | Hyginus listája Aigüptosz fiairól | Hyginus listája Aigüptosz fiairól | Hyginus listája Aigüptosz fiairól | Hyginus listája Aigüptosz fiairól | Hyginus listája Aigüptosz fiairól | Hyginus listája Aigüptosz fiairól | Hyginus listája Aigüptosz fiairól | Hyginus listája Aigüptosz fiairól | Hyginus listája Aigüptosz fiairól | Hyginus listája Aigüptosz fiairól |
| Aegyptus fia                      | Aegyptus fia                      | danaida feleség                   | Aegyptus fia                      | Aegyptus fia                      | danaida feleség                   | Aegyptos fia                      | Aegyptos fia                      | Danaids                           | Aegyptus fia                      | Aegyptus fia                      | danaida feleség                   | Aegyptus fia                      | Aegyptus fia                      | danaida feleség                   |
| --------------------------------- | --------------------------------- | --------------------------------- | --------------------------------- | --------------------------------- | --------------------------------- | --------------------------------- | --------------------------------- | --------------------------------- | --------------------------------- | --------------------------------- | --------------------------------- | --------------------------------- | --------------------------------- | --------------------------------- |
| 1                                 | Antimachus                        | Midea                             | 11                                | Mineus                            | Myrmidone                         | 21                                | Niauius                           | Glaucippe                         | 31                                | Polydector                        | Oeme                              | 41                                | Dolichus                          | Pirene                            |
| 2                                 | Panthius                          | Philomela                         | 12                                | Canthus                           | Eurydice                          | 22                                | Pamphilus                         | Demophile                         | 32                                | Itonomus                          | Polybe                            | 42                                | Hyperbius                         | Eupheme                           |
| 3                                 | Proteus                           | Scylla                            | 13                                | Asterion                          | Cleo                              | 23                                | Clytus                            | Autodice                          | 33                                | Cassus                            | Helicta                           | 43                                | Podasimus                         | Themistagora                      |
| 4                                 | Plexippus                         | Amphicomone                       | 14                                | Xanthus                           | Arcadia                           | 24                                | Aegyptus                          | Polyxena                          | 34                                | Hyperantus                        | Electra                           | 44                                | Aristonoos                        | Celaeno                           |
| 5                                 | Agenor                            | Evippe                            | 15                                | Metalces                          | Cleopatra                         | 25                                | Dryas                             | Hecabe                            | 35                                | Demarchus                         | Eubule                            | 45                                | Antiochus                         | Itea                              |
| 6                                 | Chrysippus                        | Demoditas                         | 16                                | Philinus                          | Phila                             | 26                                | Ecnomius                          | Acamantis                         | 36                                | Pugno                             | Daplidice                         | 46                                | Eudaemon                          | Erato                             |
| 7                                 | Perius                            | Hyale                             | 17                                | Protheon                          | Hipparete                         | 27                                | Ephialtes                         | Arsalte                           | 37                                | Andromachus                       | Hero                              | 47                                | Pelops                            | Danais                            |
| 8                                 | Enceladus                         | Trite                             | 18                                | Asterides                         | Chrysothemis                      | 28                                | Eurysthenes                       | Monuste                           | 38                                | Athletes                          | Europome                          | 48                                | Hermus                            | Cleopatra                         |
| 9                                 | Amyntor                           | Damone                            | 19                                | Athamas                           | Pyrante                           | 29                                | Midanus                           | Amymone                           | 39                                | Plexippus                         | Pyrantis                          | 49                                | Lünkeusz                          | Hüpermnésztra                     |
| 10                                | Obrimus                           | Hippothoe                         | 20                                | Armoasbus                         | ?                                 | 30                                | Evidea                            | Helice                            | 40                                | Antipaphus                        | Critomedia                        | 50                                | ?                                 | ?                                 |